# Élections constituantes de 1946 dans le Cantal
Les élections constituantes françaises de 1946 se tiennent le 2 juin. Ce sont les deuxièmes élections constituantes, après le rejet du projet de Constitution française du 19 avril 1946 lors du référendum du 5 mai.

## Mode de scrutin
L'assemblée constituante est composée de 586 sièges pourvus au scrutin proportionnel plurinominal suivant la règle de la plus forte moyenne dans chaque département, sans panachage ni vote préférentiel.
Dans le département du Cantal, trois députés sont à élire.

## Élus
| Député sortant   | Parti | Parti | Député élu ou réélu | Parti | Parti |
| ---------------- | ----- | ----- | ------------------- | ----- | ----- |
| Clément Lavergne |       | PCF   | Clément Lavergne    |       | PCF   |
| Maurice Montel   |       | SFIO  | Jacques Meyniel     |       | SFIO  |
| Henri Joannon    |       | PRL   | Camille Laurens     |       | PRL   |

## Résultats

### Résultats à l'échelle du département
| Parti    | Parti    | Tête de liste    | Résultats | Résultats | Sièges |  |
| Parti    | Parti    | Tête de liste    | Voix      | %         |        |  |
| -------- | -------- | ---------------- | --------- | --------- | ------ |  |
|          | PRL      | Camille Laurens  | 33 186    | 36,37     | 1      |  |
|          | SFIO     | Jacques Meyniel  | 20 396    | 22,35     | 1      |  |
|          | PCF      | Clément Lavergne | 19 447    | 21,31     | 1      |  |
|          | RGR      | Antoine Avinin   | 18 210    | 19,96     | -      |  |
|          |          |                  |           |           |        |  |
| Inscrits | Inscrits | Inscrits         | 118 700   | 100,00    | 3      |  |
| Votants  | Votants  | Votants          | 92 531    | 77,95     |        |  |
| Exprimés | Exprimés | Exprimés         | 91 239    | 98,60     |        |  |